# Májovci
Májovci war eine Gruppe von Autoren, die nach 1848 das Aufblühen der tschechischen Literatur beförderte. Der Name leitet sich vom Gedicht Máj von Karel Hynek Mácha ab. 1858 wurde der erste Almanach herausgegeben, an dem sich Vítězslav Hálek, Jan Neruda, Adolf Heyduk, Rudolf Mayer, Karolina Světlá, Jakub Arbes, Karel Sabina, Josef Václav Frič und Gustav Pfleger-Moravský beteiligten. Nach dem Tode Háleks 1874 löste sich die Gruppe auf. Danach war die Literaturszene von den opponierenden Ruchovci und Lumírovci geprägt.
Das Programm der Májovci bestand aus dem Vermächtnis Machas und seiner revolutionären Romantik und bereitete den Boden für den Realismus. Sie setzten sich für Demokratie ein und propagierten ein Weltbürgertum. Nach den Vorstellungen der Májovci sollte sich die Literatur auch mit sozialen Fragen, wie dem Umgang mit dem technischen Fortschritt, der Stellung der Frau oder der gesellschaftlichen Verantwortung des Individuums auseinandersetzen. Weitere Ziele waren die Erhebung der böhmischen Literatur auf ein mit anderen europäischen Literaturen vergleichbares Niveau und vor allem die Publikation von Werken.

## Persönlichkeiten
- Jakub Arbes, Redakteur
- Karel Jaromír Erben, Dichter und Schriftsteller
- Josef Václav Frič
- Vítězslav Hálek,  Dichter und Schriftsteller
- Ignát Herrmann, tschechischer Schriftsteller, Humorist und Redakteur
- Adolf Heyduk, Dichter
- Rudolf Mayer, Lyriker
- Jan Neruda, Zeitungsredakteur und Schriftsteller
- Gustav Pfleger-Moravský
- Karel Sabina, tschechischer radikaler Demokrat, Publizist, Schriftsteller und Literaturkritiker
- Karolina Světlá, Schriftstellerin